# Acantholimon strigillosum
Acantholimon strigillosum är en triftväxtart som beskrevs av Bokhari. Acantholimon strigillosum ingår i släktet Acantholimon och familjen triftväxter. Inga underarter finns listade i Catalogue of Life.